# Eurytoma spes
Eurytoma spes är en stekelart som beskrevs av Girault 1915. Eurytoma spes ingår i släktet Eurytoma och familjen kragglanssteklar. Inga underarter finns listade i Catalogue of Life.